# Brucepattersonius paradisus
Brucepattersonius paradisus és una espècie de mamífer rosegador de la família dels cricètids. És endèmic de la província de Misiones (Argentina). Se sap molt poca cosa sobre la història natural i l'estil de vida d'aquesta espècie. El seu hàbitat natural és la selva pertorbada. Està amenaçat per la desforestació.